# James Thomson (Schriftsteller, 1834)

James Thomson (B.V.)

James Thomson, alias Bysshe Vanolis (* 23. November 1834 in Port Glasgow, Schottland; † 3. Juni 1882 in London) war ein schottischer Dichter.

## Leben
Thomsons Vaters, ein Seemann, starb 1840 durch einen Schlaganfall, seine Mutter 1842. Mit acht Jahren Waise geworden, besuchte James das Caledonian Asylum und die Royal Military Academy in Woolich. Anschließend diente er in Irland, wo er 1851, mit siebzehn Jahren, dem ein Jahr älteren Charles Bradlaugh begegnete, dessen Freidenkertum und Atheismus ihn stark beeinflussten.
Zehn Jahre später schied Thomson aus dem Militär aus und zog nach London, wo er als Angestellter arbeitete. Auch hier hielt er Kontakt zu Bradlaugh, in dessen Zeitschrift National Reformer er publizierte. Seit 1863 schrieb er Erzählungen, Essays und Gedichte, darunter sein berühmtes Hauptwerk The City of Dreadful Night, worin er unter anderem sein Problem mit Alkoholismus und Depressionen thematisiert. Er isolierte sich zunehmend selbst von seinen Freunden, so auch von Bradlaugh; als 1880 sein Gedichtband The City of Dreadful Night and Other Poems erschien und überwiegend wohlwollende Kritiken erhielt, war sein Verfall schon nicht mehr aufzuhalten.

## Werk
Thomson und sein Werk sind heute außerhalb von Fachkreisen kaum mehr bekannt, wenngleich The City in manchen Anthologien noch auftaucht. Der autobiografische Zug in seinen Dichtungen ist unübersehbar. Ihn zeichnen ein tiefer Pessimismus und Hoffnungslosigkeit gegenüber einer als weltlos, hässlich und brutal empfundenen Moderne aus, deren anonyme Urbanität dem Einzelnen keine Heimat und keine Geborgenheit mehr bieten kann. In Thomsons Werk spiegelt sich die melancholische, verzweifelte und weltverneinende Seite der Viktorianischen Epoche wider. In dieses Bild fügt sich seine Bewunderung für Giacomo Leopardi (1798–1837), den großen italienischen Pessimisten, den er auch ins Englische übersetzte. Selber inspirierte er unter anderem Konstantinos Kavafis, dessen berühmtes Gedicht Η πόλις Einflüsse von The City zeigt.

## Pseudonym
Thomsons Pseudonym setzt sich aus dem zweiten Vornamen seines dichterischen Vorbildes Percy Bysshe Shelley (1792–1822) sowie aus einem Anagramm des Namens eines anderen Lieblingsdichters, des großen Romantikers Novalis (1772–1801), zusammen. Durch den Zusatz "(B.V.)", mit dem er sein Pseudonym "Bysshe Vanolis" abkürzte, wird er von seinem Namensvetter, dem schottischen Dichter James Thomson unterschieden, der im 18. Jahrhundert lebte.

## Werke

### Dichtung
- The City of dreadful night and other poems, London: Dobell 1910.
  - Nachtstadt und andere lichtscheue Schriften, übers. v. Ulrich Horstmann unter Mitarbeit von Georg Heinemann, Zürich: Haffmans 1992, ISBN 3-251-20122-0.

### Wissenschaft
- Walt Whitman, the man and the poet, London: The Editor 1910.